# Golianovo
Golianovo, v letech 1920 až 1927 Lapáš Ďarmoty, v letech 1927 až 1938 a 1945 až 1948 Lapášské Ďarmoty (maď. Lapásgyarmat), je obec na Slovensku v okrese Nitra. V obci je římskokatolický kostel Krista Krále z roku 1937.

## Poloha
Golianovo leží v západní části Požitavské pahorkatiny, ve vrchovinou chráněném údolí cca 10 km jihovýchodně od Nitry. Střed obce se nachází ve výšce 149 m n. m. Katastr obce je mírně pahorkatý v rozmezí 147 až 233 m n. m.

## Historie
Svědectvím o osídlení lokality obce je nález římské spony ze začátku našeho letopočtu. Později se obec formovala jako hradní panství nitranského hradu a jako sídlo poddaných, kteří si v okolí města Nitry budovali osady seskupující menší či větší počet rodin. Usídlovali se v úrodných rovinách a vrchovinami chráněných kotlinách. První písemná zmínka o obci je z roku 1156, kdy se obec zmiňuje pod názvem „Gurmot“ v souvislosti s existencí fary.
V roce 1234 se obec vzpomíná jako „Gurmot, aliud Gurmot“, v roce 1773 jako „Lapos Gyarmath“, v roce 1920 „Lapáš Darmoty“, v roce 1927 „Lapášské Ďarmoty“ a od roku 1948 na počest generála Jána Goliana „Golianovo“.
V roce 1232 patřila obec Nitranskému hradu. V rozkvětu se obec nacházela v období, kdy byla ve vlastnictví rodů Bilidi a Barbely (1550). V tomto období se zmiňuje fara, malá kaple a níže obce rybník.
Úpadek obce byl zaznamenán za vlastnictví rodů Tarnay, Nevery a hraběte Galla. Obrat k lepšímu nastal po příchodu rodu Turčániových (1760–1880).
V poválečných letech byly rozparcelovány a přiděleny na výstavbu rodinných domů statkářské pozemky. 19. března 1957 došlo k založení družstva. V roce 1968 byl pro potřeby obce předán do užívání kulturní dům.

### Historické části obce
Ve 20. století k obci patřilo několik samot a osad:
- Tichý Dvůr (Čendeš, maďarsky Csendes Puszta) – dnes již neobydlená osada zanikla v 90. letech 20. století. V minulosti se zde nacházela kurie, zemědělské domy a hospodářské budovy. V osadě byl vysazen ovocný sad s exotickými druhy plodin, ten byl pokácen v 70. letech 20. století,
- Betlehem – zanikl po 2. světové válce,
- Ňárašský Pereš – zanikl po 2. světové válce,
- Dolný Mlyn – byl zaplaven při budovaní vodní nádrže Golianovo. V jeho lokalitě byla archeologická naleziště.